# Mistrzostwa Azji kadetów w piłce siatkowej
Mistrzostwa Azji kadetów w piłce siatkowej – międzynarodowy turniej siatkarski, w którym biorą udział narodowe reprezentacje kadetów do 19 lat federacji należących do AVC. Pierwsze mistrzostwa odbyły się w 1997 roku na Filipinach. Mistrzostwa odbywają się co dwa lata (z wyjątkiem lat 2007–2008).
Najbardziej utytułowanym zespołem jest Iran, który wygrywały siedmiokrotnie.

## Medaliści
| Edycja | Rok  | Gospodarz     | Złoto            | Srebro           | Brąz             |
| ------ | ---- | ------------- | ---------------- | ---------------- | ---------------- |
| I      | 1997 | Baguio        | Chińskie Tajpej  | Korea Południowa | Japonia          |
| II     | 1999 | Jiayi         | Korea Południowa | Japonia          | Chiny            |
| III    | 2001 | Isfahan       | Iran             | Korea Południowa | Chińskie Tajpej  |
| IV     | 2003 | Visakhapatnam | Indie            | Iran             | Korea Północna   |
| V      | 2005 | Teheran       | Iran             | Korea Południowa | Indie            |
| VI     | 2007 | Kuala Lumpur  | Iran             | Indie            | Chiny            |
| VII    | 2008 | Kolombo       | Iran             | Japonia          | Indie            |
| VIII   | 2010 | Teheran       | Iran             | Chiny            | Korea Południowa |
| IX     | 2012 | Teheran       | Iran             | Chiny            | Japonia          |
| X      | 2014 | Kolombo       | Iran             | Japonia          | Chiny            |
| XI     | 2017 | Naypyidaw     | Japonia          | Korea Południowa | Chiny            |
| XII    | 2018 | Tebriz        | Japonia          | Korea Południowa | Iran             |

## Klasyfikacja medalowa
| Lp. | Państwo          | złoto | srebro | brąz | Razem |
| --- | ---------------- | ----- | ------ | ---- | ----- |
| 1.  | Iran             | 7     | 1      | 1    | 9     |
| 2.  | Japonia          | 2     | 3      | 2    | 7     |
| 3.  | Korea Południowa | 1     | 5      | 1    | 7     |
| 4.  | Indie            | 1     | 1      | 2    | 4     |
| 5.  | Chińskie Tajpej  | 1     | 0      | 1    | 2     |
| 6.  | Chiny            | 0     | 2      | 4    | 6     |
| 7.  | Korea Północna   | 0     | 0      | 1    | 1     |